# Comoé (dystrykt)
Comoé (fr.: District du Comoé) – jeden z czternastu dystryktów Wybrzeża Kości Słoniowej, położony w południowej części kraju, nad Oceanem Atlantyckim. Stolicą dystryktu jest Abengourou.

## Podział administracyjny
Dystrykt Comoé dzieli się na 2 regiony:
- Region Indénié-Djuablin (stolica w Abengourou)
  - Departament Abengourou
  - Departament Agnibilékrou
  - Departament Bettié
- Region Sud-Comoé (stolica w Aboisso)
  - Departament Aboisso
  - Departament Adiaké
  - Departament Grand-Bassam
  - Departament Tiapoum

Źródła.